# Terre à terre
Pour l'émission télévisée, voir Terra Terre.
Terre à terre était une émission de France Culture diffusée tous les samedis de 7h05 à 8h00 entre septembre 2001 et juillet 2016. Elle a succédé, sur le même thème et le même créneau horaire, à Fréquence buissonnière stoppée en 1999.
Il s'agissait d'une émission à informations environnementales dont le but était de chercher à confronter sans polémiquer. Ce magazine voulait avant tout désamorcer la dramatisation pour permettre la réflexion. Elle était produite et animée par Ruth Stégassy.
Pendant plusieurs années, une fois par mois, le premier mercredi, Terre à terre était enregistrée en public au « Phyto Bar », restaurant végétarien parisien. Cette émission était également baladodiffusée.
En juillet 2016, Ruth Stegassy a décidé d'arrêter de produire cette émission pour se consacrer à un nouveau projet lié aux céréales anciennes. Cette décision a été annoncée par la directrice de l'antenne Sandrine Treiner lors de l'émission "Les changements de la rentrée" du 30.06.2016.
Depuis septembre 2016, France Culture diffuse De cause à effet, une nouvelle émission consacrée à l'écologie le dimanche à 16:00 et animée par Aurélie Luneau.

## Réalisation et intervenants
- Production : Ruth Stégassy
- Réalisation : Olivier Bétard
- Attachée de production : Laurence Jennepin